# Air Holland
Air Holland Love it in the Air
Air Holland était une compagnie aérienne basée aux Pays-Bas. Elle exploitait des vols charter passagers et cargo vers l'Afrique, l'Asie et la Méditerranée et effectuait de la location d'avions à d'autres compagnies. Elle a cessé toute activité le 25 mars 2004. Le siège de la compagnie se situait à Oude Meer à Haarlemmermeer,.

## Historique
Air Holland est fondée en 1984 par John BLock. Un certain temps est nécessaire pour que la compagnie obtienne son certificat d'exploitation parce que KLM et Transavia Airlines s'y opposent par tous les moyens. Dans les années 1990, Transavia Airlines fait une tentative de rachat d'Air Holland mais sans succès.
En 1991, Air Holland suspend temporairement ses opérations à la fin de 1990 en raison de difficultés financières. Le 20 décembre 1991, la compagnie reprend les airs dirigée par A.R. Marx. Le 25 mars 2004, Air Holland cesse définitivement ses opérations à cause de difficultés financières.

## Flotte

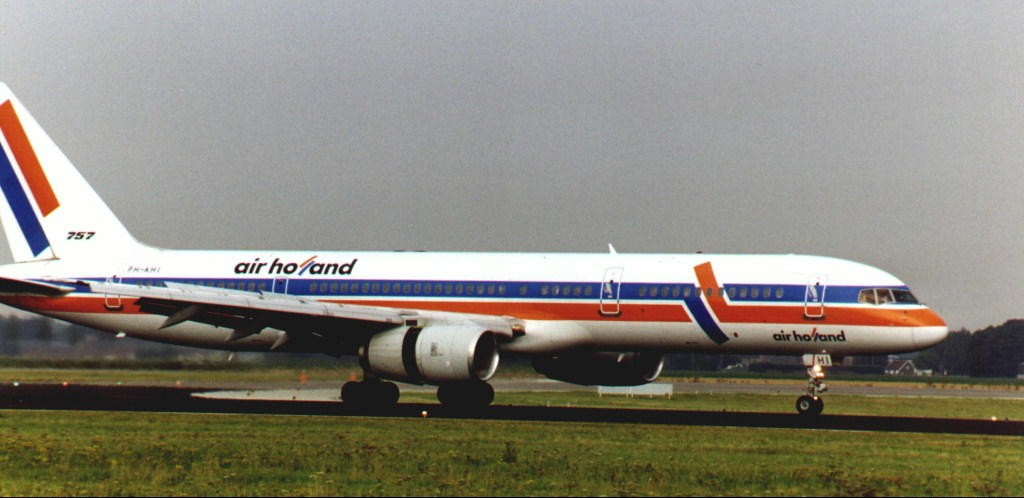
Le Boeing 757 PH-AHI aux couleurs d'Air Holland à l'aéroport d'Amsterdam-Schiphol en 1999.

Air Holland a exploité plusieurs types d'avions :
- 3 Boeing 727-200
- 3 Boeing 737-300
- 10 Boeing 757-200
- 2 Boeing 767-200ER
- 4 Boeing 767-300ER